# Оса зла (космологија)
"Оса зла" је назив дат аномалији у астрономским опажањима космичког позадинског микроталасног зрачења (ЦМБ). Чини се да аномалија даје раван Соларног система, а самим тим и локација Земље има већи значај него што би се случајно очекивало. Сигнал зрачења микроталасне позадине (космичко позадинско микроталасно зрачење - ЦМБ) представља директан поглед на универзум који се може користити како би се утврдило да ли наш положај или покрет има посебан значај. Било је пуно публицитета о анализи резултата Вилкинсонове микроталасне анизотропске сонде (ВМАП) и Планкове мисије која показује и очекиване и неочекиване анизотропије у ЦМБ-у}}. Изгледа да су резултати у супротности са очекивањима из Коперинковог принципа. Кретање Сунчевог система и оријентација равнотеже еклиптике су усклађене са карактеристикама микроталасног неба, које су према конвенционалном размишљању проузроковане структуром на ивици посматране универзума.
Лоренс Краус је цитиран у часопису edge.org:
"Али када погледате ЦМБ мапу, ви такође видите да је структура која се посматра, у ствари, на чудан начин, у корелацији са планетом Земљом око Сунца. Да ли се овај Коперник враћа да нас прогони? То је лудо. Гледамо у читав универзум. Нема начина да постоји корелација структуре са нашим покретом земље око Сунца - равницом земље око Сунца - еклиптиком. То би рекло да смо заиста центар свемира. "
Пријављене су неке аномалије у позадинском зрачењу које су усаглашене са равнином Соларног система, што је у супротности са принципом Коперника, указујући на то да је усклађивање Соларног система посебно. Ленд и Магуеијо називали су овом "осом зла" захваљујући импликацијама за тренутне моделе космоса, иако су неколико каснијих студија показале системске грешке у прикупљању тих података и начину на који се обрађују. Различите студије података анизотропије ЦМБ-а потврђују Копериников принцип, моделирају поравнања у нехомогеном универзуму која су и даље у складу са принципом или покушава да их објасни као локалне појаве. Неке од ових алтернативних објашњења је дискутовао Цопи, који тврди да би подаци са Планковог сателита могли сасвим јасно расветлити да ли су жељени правци и алгоритми били лажни. Случајност је могуће објашњење. Главни научник из ВМАП-а, Чарлс Л. Бенет је сугерисао случајност и људску психологију, "мислим да има мало психолошког ефекта, људи желе пронаћи ненавадне ствари". Подаци из Планковог телескопа објављени 2013. године открили су јачи доказ за анизотропију. "Дуго времена део заједништва се надао да ће ово нестати, али то није," каже Доминик Шварц са Универзитета у Билефелду у Немачкој.
Не постоји консензус о природи ове и других посматраних аномалија, а њихова статистичка значајност је нејасна. На пример, студија која укључује резултате Планкове мисије показује како технике маскирања могу увести грешке које, ако се узму у обзир, могу довести до неколико аномалија, укључујући Осу зла, и то не статистички значајно.